# Antigona
Antigoné či Antigona (řecky Αντιγόνη; latinsky Antigone) je v řecké mytologii dcera thébského krále Oidipa a jeho matky a manželky Iokasté.

## Mýtus
Její otec, thébský král Oidipus, po léta spravedlivě vládl nad Thébami, když na ně bůh Apollón seslal mor.
Věštba uvedla, že této pohromy bude království zbaveno až tehdy, kdy odhalí a k vyhnanství odsoudí toho, kdo zabil předchozího krále Láia. Věštec Teiresiás poté obvinil Oidipa a přidal mu k tíži i těžké obvinění, že je ženatý se svou vlastní matkou Iokastou. Když se toto obvinění prokázalo, Iokasté si vzala život a Oidipus se vlastní rukou oslepil.

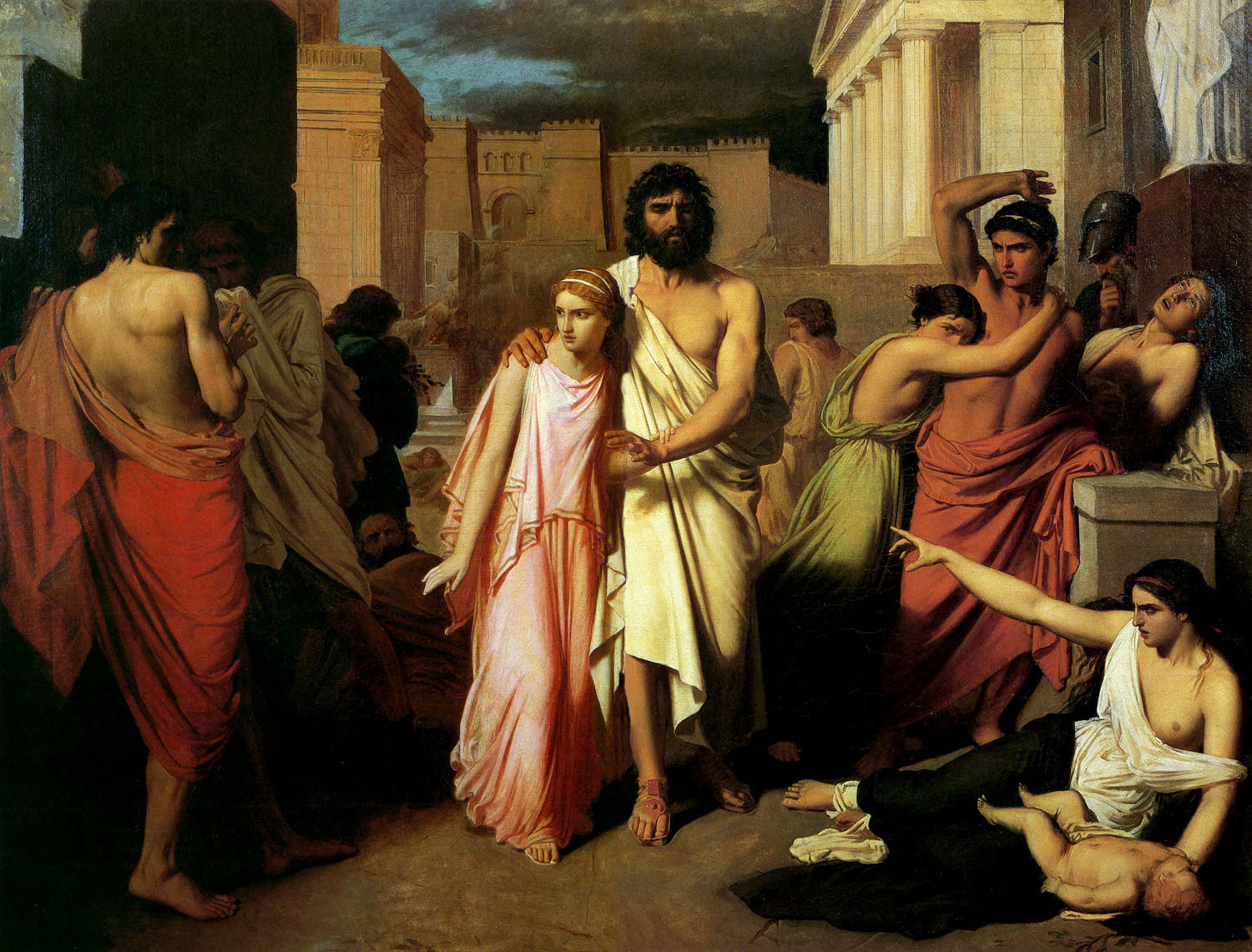
Antigoné odvádí Oidipa (Charles François Jalabert)

Do té doby byl Oidipus ctěn a milován celou zemí i svými dětmi – dcerami Antigonou a Isménou i syny Eteoklem a Polyneikem. To se však záhy změnilo v opovržení a nenávist a Oidipus odešel jako slepý vyhnanec. Obě dcery mu svou lásku zachovaly, avšak jediná Antigona podala také její důkaz: svého otce vyprovázela do vyhnanství, aby mu byla ku pomoci a ochraně.
Mezi jeho syny ihned propukl spor o moc, Eteoklés se spřáhl se strýcem Kreontem a společně Polyneika vyhnali. Ten si našel spojence v Athénách, shromáždil vojsko a vytáhl proti Thébám. Přitom hledal podporu u Oidipa, protože dávná věštba stanovila, že boj o Théby vyhraje ta strana, na níž bude Oidipus. Tato snaha však byla marná, Oidipus naopak svého syna pro předešlé hanebné chování k němu odmítl a syna proklel: „Dříve než dobudeš Théb, sám padneš zalit krví. A věz, že s tebou zahyne i Eteoklés“.
Tak se také stalo, bratři spolu bojovali o nástupnictví v Thébách, v zuřivém souboji zranili smrtelně jeden druhého. Trůnu se ujal již podruhé Kreón. Thébané vystrojili pohřeb Eteokleovi, ale Kreón nařídil, že mrtvola Polyneikova nesmí být pohřbena za to, že přitáhl proti Thébám s cizím vojskem. Antigona jediná rozkazu neuposlechla. Věděla, že nebude-li bratrovo tělo pohřbeno, jeho duše nemůže odejít do říše mrtvých a dojít tam věčného klidu. Odešla k jeho tělu, které hlídala královská stráž. Sami bohové Antigoně pomohli tím, že zahalili pole oblakem prachu, takže stráže Antigonu spatřily, až když již mrtvé tělo bylo posypáno zemí. Odvedli ji ke králi Kreontovi, nic nezapírala, nebojácně hájila sebe i svého mrtvého bratra.
To Kreonta rozzuřilo, vyřkl nad ní ortel smrti a života chtěl zbavit i její sestru Isménu. Ta byla svolná tuto oběť přinést, ale Antigona ji nepřijala se slovy: „Nezasluhuješ si smrt, zvolila jsi život“. Thébský lid uznal, že Antigona jednala správně podle vyšších zákonů, ale ze strachu před mocí krále mlčel. Jediný, kdo se Antigony zastal, byl Kreontův syn, Antigonin snoubenec Haimón. Krále prosil, přesvědčoval, ale král stál na svém a chtěl Antigonu dokonce popravit přímo před Haimonovýma očima, ale poté nařídil, aby dívku zaživa zazdili do královské hrobky.
Věštec Teiresiás varoval krále Kreonta, že bohové jsou rozhněvaní jeho nespravedlivým rozsudkem i zacházením s Polyneikovým tělem. Krále přepadl hrozný strach a spěchal vše napravit: Polyneika s řádným obřadem nechal pohřbít. Když však šel osvobodit Antigonu, nebyla už živá. Oběsila se na pohřební stuze. Vedle ní nalezl tělo svého syna Haimóna, který se při pohledu na mrtvou Antigonu probodl mečem.
Matka Haimona Eurydíké si pak z žalu vzala vlastní rukou život. Král Kreon pak již jen prosil bohy, aby ho smrtí vysvobodili z utrpení.

## Kompozice

### Expozice
V Thébách se navzájem zavraždí dva bratři.

### Kolize
Kreon tvrdí, že první z Antigoniných bratrů byl hrdina a zaslouží pohřeb se všemi poctami zatímco druhý nikoli – to se nelíbí Antigoně, která chce aby oba bratři byli pohřbeni

### Krize
Antigona neuposlechne králův rozkaz a bratra pohřbí – Kreon ji nechá uvěznit v jeskyni, kde Antigona spáchá sebevraždu

### Peripetie
Problém je, že Antigona byla snoubenkou Haimona. Haimon se ji pokouší zachránit. Ale když přijde do jeskyně a vidí její mrtvé tělo, tak se probodne. Tento čin vidí i sám král Kreon. Velice zarmoucen se vrací do svého paláce, kde vše oznámí své ženě. Ta se odejde pomodlit a také se probodne.

### Katastrofa
Král si nenechal poradit ani od věštce, ani od části sboru a doplácí na to smrtí všech svých blízkých, kteří umírají za jeho zločiny.

## Odraz v umění a filosofii
Téma velké antické hrdinky zpracovalo bezpočet umělců, mnohá díla jsou známa a platná do dnešní doby.
- Sofoklova dramata Antigona, Král Oidipus – z let 429 – 425 př. n. l. a Oidipús na Kolónu
- opera Antigona, autor Josef Mysliveček (premiéra r. 1775)
- opera Antigona, autor Carl Orff (z r. 1949)
- opera Antigona, autor Iša Krejčí (TV premiéra r. 1964) a další díla.
- Antigona Rock Opera, autoři Milan Steigerwald a Pavla Forest (premiéra 2006)

G. W. F. Hegel považoval Antigonu za vrchol „absolutní tragédie“. V jedné ze svých statí se jí věnuje také český filosof Jan Patočka.

### Primární
- Antigona. Přeložil Josef Král (1853–1917). Dostupné online (pdf).

### Sekundární
- Fink, Gerhard, Kdo je kdo v antické mytologii, 2004, ISBN 80-7218-992-1
- Graves, Robert, Řecké mýty, 2004, ISBN 80-7309-153-4
- Houtzager, Guus, Encyklopedie řecké mytologie, ISBN 80-7234-287-8
- Löwe, Gerhard, Stoll, Heinrich Alexander, ABC Antiky
- Neškudla, Bořek, Encyklopedie řeckých bohů a mýtů, 2003, ISBN 80-7277-125-6
- Slovník antické kultury, nakl. Svoboda, Praha, 1974
- Zamarovský, Vojtěch, Bohové a hrdinové antických bájí
- Patočka, Jan, Ještě jedna Antigona a Antigoné ještě jednou, in: Umění a čas I. Praha, 2004.